# Бургаджино
Бурга́джино (рос. Бургаджино, башк. Борғатъя) — присілок у складі Мечетлінського району Башкортостану, Росія. Входить до складу Алегазовської сільської ради.
Населення — 249 осіб (2010; 260 у 2002).
Національний склад:
- башкири — 96 %